# Покрајина Уелва
Покрајина Уелва (шп. Provincia de Huelva) је покрајина Шпаније у аутономној заједници Андалузија. Главни град је Уелва.